# 栄光の架橋
「栄光の架橋」（えいこうのかけはし）は、ゆずの楽曲で、21枚目のシングル。2004年7月22日に発売。発売元はセーニャ・アンド・カンパニー。

## 解説
本作は、2004年8月に開催・放映されたNHK『アテネオリンピック中継』公式テーマソングである。
（スポーツ競技等の）本番に向けて努力した者を讃える歌詞内容となっており、各スポーツの代表選手を顕彰する際に流れるなど、国民的に著名な楽曲となった。時代を下った2020年代以降においても各種スポーツ（NPBなど：後述）の現場で好んで取り上げられるロングセラーであり、ゆずの代表作の1つともなっている。

## チャート成績
- オリコン週間チャートでは2004年8月2日付で2位で初登場した。初動売上は前作「桜木町/シュミのハバ/夢の地図」を下回ったが、アテネ五輪の日本代表選手の活躍などで本作の注目度も上がり、2度の3週連続（自身最長タイ）を含む自身最多の計7週に渡って週間トップ10にランクインした。累計売上は11作ぶりに30万枚突破を果たし、自身のシングルでは「飛べない鳥」（2000年）、「嗚呼、青春の日々」（2000年）「いつか」（1999年）に次ぐ売り上げを記録している。その結果、2004年のオリコン年間シングルランキングでは26位に入り、自身初の年間トップ30入りとなった。チャートへの登場回数は、自身のシングルでは最多である75回を記録。
- カラオケランキングではゆずの2人が立て続けに結婚を発表した2011年の秋頃に急浮上し、オリコンチャートでも同時期に再びチャートインした。さらに、オリコン週間カラオケチャートで2012年のロンドンオリンピック期間中に1位になった。
- 2011年には配信チャートでもヒットし、iTunes、レコチョクにおいて初の年間ランキングトップ100に入った[注 2]。2012年のロンドンオリンピック開催期間中には、配信ランキングではオリンピック関連の楽曲が上位に多く入っており、本作も「with you」、「夏色」（オリンピック関連ではないが夏の曲）とともに上位に浮上した[3]。その結果同年はiTunes、レコチョクともに年間トップ20に入った。レコチョクでは2013年以降も常にデイリー、週間で100位前後に入り続け、年間トップ100にも入っている。
- 2013年2月に発表された「レコチョク着うたフル（R）・シングル歴代ダウンロード数ランキング」で45位に入った。中でも、レコチョクの着うたフル配信サービス開始（2004年11月）以前の楽曲としては、コブクロの「永遠にともに」に次ぎ2番目の高順位である[4]。今作は日本レコード協会のダウンロード認定は受けていないが、このランキングで順位が近い曲の多くが「着うたフル」でトリプル・プラチナ（75万DL）以上の認定を受けている。
- 2019年3月に発表された「レコチョク平成ランキング」（2004年11月-2019年3月）で24位に入った[5]。なお、このランキングで30位以内に入った楽曲のうち、27作品が日本レコード協会のダウンロード認定においてミリオンの認定を受けている。
- フェイス・ワンダワークスが2015年（平成27年）に発表したGIGAエンタメロディで15年間で最も多くダウンロードされた着信メロディを集計した「着信メロディ15年間ランキング」において16位にランクインされた[6]。

## 収録曲
1. 栄光の架橋（5:26）
  - 作詞・作曲：北川悠仁、編曲：松任谷正隆[7]
2. 風に吹かれた（3:08）
  - 作詞・作曲：岩沢厚治、編曲：寺岡呼人&ゆず

## 本作に関するエピソード
- 体操男子団体が28年ぶりに2004年アテネオリンピック体操金メダルを獲得した時のNHKの中継で、当時同局のアナウンサーである刈屋富士雄が冨田洋之の鉄棒の演技とこの曲の題名を重ねて実況した「伸身の新月面が描く放物線は、栄光への架け橋だ!」という言葉が流行語大賞にノミネートされ、曲の知名度が上昇するきっかけになった。冨田も、後日この放送によって周りから「栄光の架橋＝冨田」というイメージを持たれたことを語っている。
- プロ野球においても、渡辺直人（楽天など）や、サブロー（ロッテなど）、横田慎太郎（阪神）、横浜時代の工藤公康らが、打席やマウンドでの登場曲として使用していた。
  - 特に阪神・横田の登場曲としては、前年に一軍デビューを果たしてさらなる飛躍が期待されていた2017年に発症した脳腫瘍がきっかけで2019年に現役引退を余儀なくされ、脳腫瘍の再発により2023年7月18日に28歳で逝去したという経緯から、阪神では節目の試合や場面で「栄光の架橋」が登場曲やBGMに使用されることが多い[8]。横田自身も闘病期間中は歌詞に自分を重ね合わせ、北川もビデオメッセージでエールを贈るなど、楽曲から力を得ていた。横田の逝去からおよそ2ヶ月後の、阪神がリーグ優勝へのマジックナンバー「1」で迎えた阪神甲子園球場での巨人戦では、2点リードの9回表に登板した岩崎優（横田と同期入団）が登板する際に「栄光の架橋」を登場曲として使用したところ、使用が告知されていなかったにもかかわらず[9]、スタンドに詰め掛けていた4万人以上の阪神ファンから自然発生的に大合唱が起こった。岩崎は1点差まで迫られながらもリードを守り切って阪神が勝利したことで、この試合で18年振りのリーグ優勝が決定した[9][10]。リーグ優勝に続き38年ぶりの日本一を目指した同年の日本シリーズ（対オリックス・バファローズ）では、日本一の決まる局面（第7戦）が相手本拠地での試合だったため、リーグ優勝時のような登場曲としての使用はなかったが、第7戦と同時刻に甲子園で実施されたパブリックビューイングでは阪神リードの9回裏の開始前に流され、リーグ優勝時と同様に甲子園の阪神ファンから大合唱が起こった[11]。
- プロボクシングにおいても、益田健太郎や柴田直子が試合前の入場時に使用していた。
- 2004年12月11日に日本武道館で行われた「ゆず体育館ツアー 1〜ONE〜 FINAL at BUDOKAN」の最終日には、オーケストラを従えて披露された。翌年4月6日に発売されたライブDVD『ゆず LIVE FILMS 1〜ONE〜』の発売前情報では、ボーナス映像としてその模様が収録される予定とあったが、実際には収録されておらず、後にファンクラブ会報に謝罪紙が同封されて届けられている。
- この曲で2004年の『第55回NHK紅白歌合戦』に2年連続で出場[注 3]。NHKが近代オリンピック中継実施時に自局テーマソングを設けるようになった1988年のソウルオリンピック以降、同テーマソングを担当した歌手がその年の紅白に出場したのはゆずが初めてだった[注 4]。また、2005年の『第56回NHK紅白歌合戦』では、NHK側が行った、同年の紅白で聴きたい曲のリクエストを募集した「スキウタ〜紅白みんなでアンケート〜」で白組対象の上位100曲に選ばれたが、出演はしていない。
- 13年後の2017年の『第68回NHK紅白歌合戦』でも自身初の白組のトリ、および大トリとして披露した。2019年の『第70回NHK紅白歌合戦』でも「紅白SPメドレー 2019-2020」として「SEIMEI」とともに歌唱。
- 前作に収録の「桜木町」に引き続き編曲は松任谷正隆が担当している。上記の紅白では、ピアノ演奏で特別出演した。正隆の妻でもある松任谷由実が「大晦日は精神的な一日」とコメントし、長年紅白出演を固辞していたように夫の正隆も過去に出演歴が一切なかったため、紅白初出演であった。
- 表題曲のミュージック・ビデオは、埼玉県の熊谷市の熊谷スポーツ文化公園陸上競技場で撮影された。アテネから2大会後のロンドンオリンピック・パラリンピック統一のNHK放送テーマソングのいきものがかり「風が吹いている」のMVもここで撮影されている。
- 2007年10月5日放送のミュージックステーションに出演し、同番組でサブ司会をしていた堂真理子アナウンサーに、「栄光の架橋」についてのエピソードを聞かれた際に、北川は『家の中を歩きながら曲を制作していた。家のキッチンの隅っこに居たときに、「栄光の架橋」という曲が出来た。』というエピソードを番組内で披露していた。ちなみに、曲の制作を依頼されたことに関して、北川は『オリンピックに出場したこともないし、オリンピックを前にした選手の気持ちも味わったことない。曲の制作は出来上がるまでに時間がかかったし、大変だった。』という曲の制作に関してのエピソードも番組内でしていた。
- サザンオールスターズが2013年に発表したシングル「ピースとハイライト」のカップリング曲「栄光の男」は、曲名の元ネタが「栄光の架橋」であることを、同バンドのボーカル担当の桑田佳祐が公言している。
- NHKの音楽番組『SONGS』のX JAPAN出演回（2017年3月2日放送）において、北川かこの曲を作るにあたり「僕らは路上でアコースティックギターで素朴な曲を歌うイメージだったけど、（オリンピックテーマソングの）お話をいただいて、素朴な曲もいいけど、ダイナミックな壮大な曲を作りたいと思って、「ENDLESS RAIN」や「Say Anything」みたいなX JAPANのような広がりのあるバラードを作りたいとお話させていただいて、作った」と、X JAPANの曲に影響を受けたという制作秘話が語られた。なお、北川はこの回のナレーションも担当した。
- 2014年2月20日放送のフジテレビ系『森田一義アワー 笑っていいとも!』の「テレフォンショッキング」にゆずがゲスト出演した際「栄光の架橋」を特別アレンジで披露した[12]。
- 2019年4月18日放送のTBS系バラエティ番組『ニンゲン観察バラエティ モニタリング3時間SP』内で、お笑いコンビ・オードリーの春日俊彰が交際中の一般女性へのプロポーズにて「栄光の架橋」をピアノで演奏[13]。ゆずも春日の演奏に合わせて歌唱する形で協力した。練習開始時にはまったくピアノが弾けなかった春日だが、3週間の猛特訓によって、ミスはありながらもそれまでで1番の演奏を実現させた[13]。その後、春日は手紙を読み上げ、プロポーズを成功させた。
- 2019年11月8日のNHK報道において、マイナビによるアンケート「あなたの就職活動のテーマ曲は？」にて、本作品が2019年卒・2020年卒の2年連続で1位となった事が報じられた[14]。なお、本調査においては2023年卒においても2位となっている[15]。
- 2019年12月21日に新国立競技場で開催された「国立競技場オープニングイベント 〜HELLO, OUR STADIUM〜」にゆずがサプライズゲストとして登場し、「栄光の架橋」を披露。サビでは6万人の観客が大合唱となった[16]。
- 2023年11月5日にモビリティリゾートもてぎで行われた立川祐路のGT500ドライバーとしての引退セレモニーでは立川のリクエストで同曲が用いられた。

## 中国語版
2017年4月には中国語詞バージョンである「光榮之橋 - Chinese Version」がKKBOXから配信された。後にベストアルバム『YUZU 20th Anniversary ALL TIME BEST ALBUM ゆずイロハ 1997-2017』の台湾盤限定で収録された。5月にはワーナーミュージック台湾のYouTubeチャンネルにリリックビデオ風のMVがアップされたが、日本国内からは視聴不可。

## 収録アルバム
栄光の架橋
- Going 2001-2005
- 1 〜ONE〜
  - アルバムバージョンで収録。
- スポコン! -Sports Music Compilation-
- YUZU YOU 2006-2011
  - 「Shimphonic Orchestra Version」として収録。
- 二人参客 2015.8.15〜緑の日〜
  - 「Live Version #1」（ライブ音源）を収録。
- 二人参客 2015.8.16〜黄色の日〜
  - 「Live Version #2」（ライブ音源）を収録。
- YUZU 20th Anniversary ALL TIME BEST ALBUM ゆずイロハ 1997-2017
  - 台湾盤には中国語版も収録。

風に吹かれた
※アルバム未収録

## タイアップ
- NHK アテネオリンピック テーマソング（2004年）
- アサヒ飲料 香る緑茶 いぶき CMソング（2009年）
- 日本生命 CMソング（2021年）
- 伊藤忠商事 『栄光を口にするとき』篇 CMソング（2025年）
- 映画『栄光のバックホーム』主題歌（2025年）

## テレビ出演
- 夢・音楽館（2004年9月16日、NHK総合）
- 第55回NHK紅白歌合戦（2004年12月31日、NHK）
- 僕らの音楽2（2005年6月17日、フジテレビ）
- ミュージックステーション（2007年10月5日、テレビ朝日）
- 24時間テレビ 「愛は地球を救う」（2009年8月30日・2010年8月28日、日本テレビ）
- とくばん（2009年9月20日、TBS）
- Music Lovers（2009年10月18日、日本テレビ）
- 森田一義アワー 笑っていいとも!（2014年2月20日、フジテレビ）
- 第68回NHK紅白歌合戦（2017年12月31日、NHK）

上記以外にも多数の番組で披露されており、ゆずの楽曲では最もテレビで披露された回数が多い。

## カバー
- LUVandSOUL（2012年、カバーアルバム『Harmony』に収録。）